# Fort d'Issy
Le Fort d'Issy est l'un des seize forts détachés de l'enceinte de Thiers qui protégeaient Paris durant la seconde moitié du XIXème siècle, situé sur la commune d'Issy-les-Moulineaux, dans les Hauts-de-Seine.
Le Fort n'ayant plus aucune utilité militaire, la ville d'Issy-les-Moulineaux l'a racheté en 2009 à l'État et il abrite depuis 2012 des logements ainsi que la Direction générale de la Gendarmerie nationale.
Il abrite aujourd'hui environ 3500 habitants.

## Architecture

### Écoquartier
L'écoquartier numérique du Fort d'Issy est installé sur la friche de l'ancien fort militaire. Développé par Bouygues Immobilier, BNP Paribas Real Estate, Kaufman & Broad, et VINCI Immobilier sur 12 hectares dont 4,4 hectares d'espaces verts.
Le projet s'articule en 1 620 logements (dont 20 % de logements sociaux), 1500 m2 de commerces (supermarché, librairie, boulangerie, brasserie, restaurants, salon de coiffure, conciergerie), deux écoles, un collège, une crèche, une piscine d'inspiration feng shui ainsi qu'une médiathèque proposant des espaces dédiés à l’animation, à l'histoire du Fort, à la culture et au numérique (Le Temps des Cerises).
Les bâtiments sont construits selon le label BBC et la géothermie permet de couvrir 78% des besoins de chauffage et d’eau chaude sanitaire du quartier, permettant d’éviter l’émission de près de 2000 tonnes de CO2 par an. Les logements sont tous reliés au très haut débit Internet grâce à la fibre optique,. Une collecte pneumatique des déchets est mise en place en remplaçant les camions de collecte traditionnels. Déposées dans l’une des 115 bornes de collecte puis stockées dans des réservoirs enterrés, les ordures ménagères sont ensuite aspirées par des camions à partir de deux points situés hors du Fort. Ce système permet de réduire un certain nombre de nuisances comme le bruit, la circulation et les odeurs, contribuant ainsi à une meilleure qualité de vie pour les résidents.

### Transports urbains
Le quartier est desservi par la gare de Clamart située sur la ligne N du Transilien et bénéficiera de la nouvelle station Clamart lors de la mise en service de la ligne 15.
Le quartier est également situé à 15 minutes à pied du terminus de la ligne 12 du métro (station Mairie d'Issy) et plusieurs lignes de bus desservent l'arrêt Rue du Fort situé à 10 minutes à pied (lignes RATP 323 , 290 et 169). Le service de navettes gratuites TUVIM permet de relier le Fort aux autres quartiers d'Issy les Moulineaux (l'arrêt Belvédère est situé à l'intérieur du Fort).

### Vie de quartier
Chaque année, un vide-greniers se tient début juin sur la place du Belvédère à l'occasion du Printemps d'Issy. Des animations ponctuelles rythment la vie du quartier comme la fête de la musique. Un forum public permet aux habitants d'échanger.

## Histoire

### Le site avant le Fort
A l'endroit précis où fut construit le Fort, trônait un paisible moulin à vent, propriété de l'abbaye de Saint-Germain des Près, seigneur d'Issy. Tout autour, sur les hauteurs, le vignoble s'étendait sur des centaines d'hectares et représentait l'une des ressources principales de la commune. Il fit le plaisir de la cour du roi Henri IV et, bien avant, la joie de l'empereur Julien en 360. L'importance du vin était telle que, jusqu'au XVIIIème siècle, les vignerons formaient un groupe solidaire et respecté sous la conduite de la Confrérie de Saint Vincent.

### 1840-1846: la construction du Fort d'Issy
La naissance du Fort s'inscrit dans un contexte géopolitique extrêmement tendu. La France étudie ses défenses pour en améliorer l'efficacité. Le Fort d'Issy fait partie de la série des forts détachés (alternative à une enceinte continue). Il s'agit d'un fort bastionné comprenant 5 fronts d'attaque entourés d'un fossé.
En 1870 y stationnait le 4ème bataillon des Gardes mobiles de la Seine.

### Septembre à décembre 1870: La guerre franco-prussienne, les préparatifs du siège
Après la défaite de Sedan contre la Prusse, la Troisième République est proclamée et son gouvernement doit aussitôt faire face à l'armée prussienne qui marche vers Paris. La défense s'organise : on dynamite les ponts, on grossit les garnisons en appelant les Parisiens sous les drapeaux, on renforce les défenses des forts en creusant des tranchées et en érigeant d'épais contre-murs. Mais déjà l'armée prussienne s'empare des hauteurs de Châtillon qui surplombent le Fort d'Issy.

### Janvier 1871: la guerre franco-prussienne, les combats
Le 5 janvier 1871, c'est un déluge de feu : 18000 obus de près de 100 kg s'abattent sur le Fort d'Issy. Les pieds dans la neige, accablés par la faim, les soldats redoublent pourtant d'efforts pour maintenir les défenses : ils ne reculent ni devant les sorties de reconnaissances, ni devant l'épuisant service de l'artillerie et encore moins devant le pénible travail de reconstruction. Cela dure près d'un mois, jusqu'à l'armistice. Ce pilonnage acharné vaudra au Fort d'Issy d'être l'un des sites les plus bombardés du siège de Paris.

### Mars 1871: la Commune: les fédérés à Issy
Le 18 mars 1871, Paris s'est insurgé : la rue est en ébullition et le gouvernement, pris de panique, s'échappe à Versailles avec l'armée régulière. La Commune est proclamée. Les Parisiens se précipitent au Fort d'Issy et investissent la ville. Du cimetière jusqu'au Convent des Oiseaux (à l'emplacement de l'actuel Hôtel de Ville), ils prennent leurs positions. En face, l'armée versaillaise organise la riposte et déploie un de ses trois corps d'armée pour tenter de reprendre le Fort.
Les fédérés s’emparent du Fort d’Issy les 19 et 20 mars, mais négligent d’occuper le Mont Valérien que Thiers avait pourtant fait évacuer. Cette grave erreur se paya au prix fort : ce furent les obus du Mont Valérien qui semèrent la panique chez les Fédérés lors de l’offensive du 3 avril. Lors de cette offensive, le général Eudes passe par Issy-les-Moulineaux, il y établit son quartier général au séminaire Saint Sulpice.

### Avril 1871: la Commune: l'assaut
Dès les 11 et 12 avril, le 2ème corps d’armée de Versailles prend position à proximité du Fort d'Issy. Ce dernier est soumis à un bombardement incessant venant du Mont Valérien, de la gigantesque batterie installée à Montretout et des 293 grosses pièces de marine que Thiers fit installer à Bellevue, Meudon et Chatillon.
Dans la nuit du 26 au 27 avril, les Versaillais s’emparent du village d’Issy-les-Moulineaux et poussent leurs tranchées d’approche jusqu’à 300 mètres du Fort. Subissant un bombardement terrible et après avoir repoussé durant trois jours toutes les attaques, les Fédérés décident brusquement dans la nuit du 29 au 30 avril de se replier parce qu’ils ne recevaient ni ordre ni relève. Le Fort d'Issy est cerné et criblé de balles. Les insurgés démoralisés commencent à quitter leurs postes le 29 avril ce qui met la Commune en danger. Revenus occuper le site dès le lendemain, ils résistent héroïquement jusqu’au 8 mai, sous l’autorité du commandant Julien, chef du 141ème bataillon de la Garde nationale et de l’ingénieur Rist.

Voici quelques extraits de leur journal :
4 mai :  … Les fourgons n’arrivent plus ; les vivres sont rares et les obus de 7, nos meilleures pièces, vont manquer. Les renforts promis tous les jours ne se montrent pas… Nos ambulances sont combles ; la prison et le corridor qui y conduit sont bourrés de cadavres ; il y en a plus de trois cents…
5 mai : … Le feu de l’ennemi ne cesse pas une minute… ; Les Enfants perdus qui servent les pièces du bastion 5 perdent beaucoup de monde ; ils restent solides à leur poste. Il y a maintenant, dans les cachots, des cadavres jusqu’à deux mètres de hauteur…
6 mai : … La batterie de Fleury nous envoie régulièrement ses six coups toutes les cinq minutes. On vient d’apporter à l’ambulance une canonnière qui a reçu une balle dans le côté gauche de l’aine. Depuis quatre jours, il y a trois femmes qui vont au plus fort du feu relever les blessés. Celle-ci se meurt et nous recommande ses deux petits enfants. Plus de vivres. Nous ne mangeons que du cheval. Le soir le rempart est intenable…
7 mai : … Nous recevons jusqu’à dix obus par minute. Les remparts sont totalement à découvert. Toutes les pièces, sauf deux ou trois, sont démontées… Il y a trente cadavres de plus…

### 8 mai 1871: l'évacuation
L’évacuation définitive aura lieu le 8 mai sous l’autorité de Maxime Lisbonne. Lissagaray écrit : "[Le Fort] râlait depuis le matin. Tout homme qui apparaissait aux pièces était mort. Sur le soir, les officiers se réunirent et reconnurent qu’on ne pouvait tenir ; leurs hommes chassés de tous côtés par les obus se massaient sous la voute d’entrée ; un obus du Moulin-de-Pierre tomba au milieu et en tua seize. Rist, Julien et plusieurs qui voulaient, malgré tout, s’obstiner dans ces débris, furent forcés de céder. Vers sept heures, l’évacuation commença. Le commandant Lisbonne, d’une grande bravoure, protégea la retraite qui se fit au milieu des balles."
Maxime Lisbonne va se battre héroïquement rue par rue au travers d’Issy-les-Moulineaux, jusqu’à la barricade de la Porte de Versailles. La moitié des maisons isséennes ont été touchées. Les versaillais comptent de leur côté 300 soldats tués et 2000 blessés.

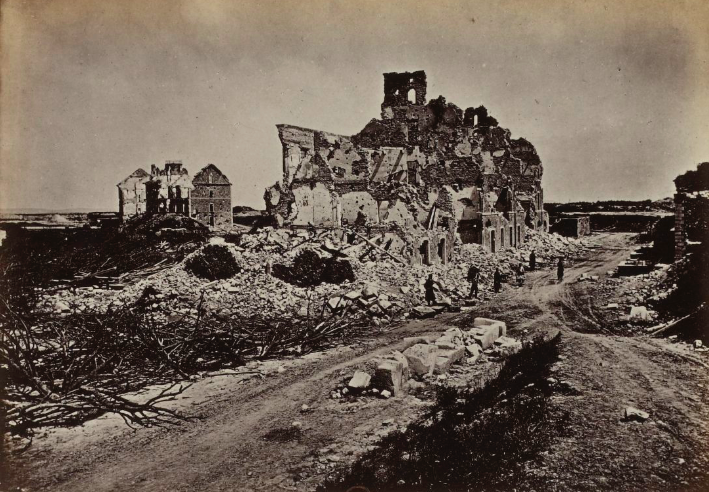
Le fort d'Issy détruit par les bombardements versaillais.

### Le Fort d'Issy après 1871
Après les combats, le Fort d'Issy est reconstruit. Mais il est rapidement supplanté dans sa fonction de protection de Paris par la construction d'une deuxième enceinte de défense. Pendant l'entre-deux-guerres les premières liaisons expérimentales ondes courtes au monde y sont réalisées. Puis la SEFT (Section d'Etudes et Fabrications des Télécommunications) s'y installe et se maintient à la pointe de la technologie dans les domaines de l'électronique et de l'informatique. La fin des années 1970 voit ainsi le développement du Réseau intégré des Transmissions Automatiques (RTIA).